# Bolitoglossa alberchi
Bolitoglossa alberchi es una especie de salamandras en la familia Plethodontidae.
Es endémica del sur de México.
Su hábitat natural son bosques húmedos tropicales o subtropicales a baja altitud y las plantaciones .
Está amenazada de extinción debido a la destrucción de su hábitat.